# Equus occidentalis
El caballo occidental (Equus occidentalis) es una especie extinta de mamífero perisodáctilo de la familia de los équidos que habitó en América del Norte durante el Pleistoceno. Esta especie se encuentra entre los mayores caballos prehistóricos conocidos - era del tamaño aproximado de un mustang. Era un animal de constitución robusta y se parecía al extinto quagga o a la actual cebra de planicie, aunque no estaba particularmente emparentado con ninguna de estas formas.